# Нуно Валенте
Нуно Хорхе Переира да Силва Валенте, познат и као Нуно Валенте (порт. Nuno Jorge Pereira da Silva Valente; Лисабон, 12. септембар 1974) бивши је португалски фудбалер и репрезентативац. Најважнији део његове каријере провео је играјући за Порто.
Најзначајнији резултат са Португалом је остварио на Европском првенству 2004. године када су као домаћини стигли до финала, где је Португал неочекивано изгубио од Грчке.

## Статистика каријере

### Голови за репрезентацију
| #  | Датум          | Место | Противник | Гол | Резултат | Такмичење   |
| -- | -------------- | ----- | --------- | --- | -------- | ----------- |
| 1. | 31. март 2004. | Брага | Италија   | 1-0 | 1-2      | Пријатељска |

## Трофеји
Спортинг Лисабон
- Куп Португала (1) : 1994/95.
- Суперкуп Португала (1) : 1995.

Порто
- Првенство Португала (2) : 2002/03, 2003/04.
- Куп Португала (1) : 2002/03.
- Суперкуп Португала (2) : 2003, 2004.
- Лига шампиона (1) : 2003/04.
- Куп УЕФА (1) : 2002/03.
- Интерконтинентални куп (1) : 2004.